# James Southerland
James Julien "Pug" Southerland II (28 d'octubre de 1911 – 2 d'octubre de 1949) va ser un pilot de caça de la Marina dels Estats Units durant la Segona Guerra Mundial. Va aconseguir 5 victòries aèries (alguns recomptes li donen7), volant amb Grumman F4F Wildcats, rebent l'estatus d'as de l'aviació. Va ser condecorat amb dues Creus dels Vols Distingits.

## Biografia
Nascut a Narbeth, al comtat de Montgomery (Pennsilvània), Southerland es graduà a l'Acadèmia Naval dels Estats Units a Annapolis (Maryland) el 1936. El contraalmirall David Richardson, va dir que Southerland adquirí el sobrenom "Pug" perquè era un boxejador bel·licós (pugnacious en anglès) a l'acadèmia. Southerland esdevingué aviador i va voler seguir la seva carrera a la Marina.

### Segona Guerra Mundial
A l'inici de la batalla de Guadalcanal, el 7 d'agost de 1942, les forces estatunidenques bombardejaren les illes de Guadalcanal i Tulagi a l'arxipèlag de les Salomó. Poc després de començar l'atac, 27 bombarders japonesos i una escorta de 17 caces s'enlairaren de Rabaul, la base japonesa estratègica i més forta al Pacífic Sud. La seva missió era bombardejar els avions que donaven suport a l'atac americà.
El tinent Southerland comandava un grup de 8 Wildcats a bord del USS Saratoga al Wildcat Battle Unit #5192. A causa dels errors de planificació i la pèrdua d'avions durant un exercici d'entrenament recent, aquests eren els únics avions disponibles per patrullar la zona de desembarcament. El vol de Southerland s'enlairà per interceptar els bombarders japonesos abans que poguessin arribar fins als vaixells americans.
Southerland va abatre el primer avió japonès de la campanya de Guadalcanal, un bombarder G4M1 "Betty" del 4t Kokutai, sota el comandament de Shizuo Yamada. Després d'abatre un segon bombarder, Southerland va haver de combatre contra el A6M2 "Zero" del Tainan Kokutai. Va aconseguir alinear-se amb el Zero només per descobrir que no podia disparar, probablement a causa dels danys ocasionats per l'artiller de cua del segon bombarder que havia abatut. Malgrat que estava indefens, Southerland continuà al combat. Dos Zeros més van enfrontar-se a ell, però aconseguí despistar-los. La lluita de gossos va ser vista per Saburo Sakai, que sentí que el Wildcat estava guanyant l'enfrontament. Southerland i Sakai aviat iniciaren el que seria una de les lluites de gossos més llegendàries de la història de l'aviació. Després d'un llarg combat en que tots dos guanyaren la mà superior, Sakai finalment va aconseguir abatre el Wildcat de Sotherland, després d'aconseguir destruir la base de l'ala amb el seu canó de 20mm. Mentre que Southerland saltava del Wildcat, la seva pistola calibre .45 quedà a la cabina, deixant-lo desarmat, ferit i sol darrere les línies enemigues.
Patint d'onze ferides i exhaust, Southerland aconseguí arribar a la costa evitant els soldats japonesos, on va ser trobat per uns nadius, que a risc de les seves vides l'alimentaren i li curaren les ferides. Amb el seu ajut, eludí les tropes japoneses i aconseguí tornar fins a les línies americanes. Southerland va ser evacuat de Guadalcanal en el primer avió que aterrà a Henderson Field, el 20 d'agost.
Posteriorment Southerland lluità a la batalla d'Okinawa el 1945. Llavors ja era comandant i comandava el VF-83 a bord del USS Essex, abatent dos Ki-61 "Tonys". Esdevingué as de l'aviació a l'abril, en abatre un A6M "Zeke" mentre que servia a bord del USS Langley.

### Després de la guerra
Després de la guerra, Southerland esdevingué instructor de vol a l'Acadèmia Naval dels Estats Units. Va morir en un accident el 1949 mentre que s'enlairava amb un reactor des d'un portaavions davant la costa de Florida.

## Condecoracions
- Estrella de Plata
- Legió del Mèrit
- Creu dels Vols Distingits amb Estrella d'Or
- Cor Porpra
- Medalla de la Campanya Asiàtica-Pacífica
- Medalla de la Victòria a la II Guerra Mundial